# رولاند بارا
رولاند بارا (بالإسبانية: Rolando Barra)‏ هو لاعب كرة قدم ومدرب كرة قدم بوليفي في مركز الدفاع، ولد في 10 مارس 1987 في سانتا كروز دي لا سييرا في بوليفيا. لعب مع أورورو رويال وذي سترونغيست.

## وصلات خارجية
- رولاند بارا على موقع قاعدة بيانات كرة القدم.إي يو (الإنجليزية)
- رولاند بارا على موقع AS.com (الإسبانية)